# Henry Bonnias
Henry ou Henri Bonnias, né le 8 vendémiaire an IX (30 septembre 1800) et décédé le 2 octobre 1852 à Paris, est un homme politique de gauche proche d'Auguste Blanqui, et un homme de lettres français. Il fut un éphémère préfet du Gard, pendant quelques jours, durant la Deuxième République et le mois de mai 1848, révoqué pour raisons politiques.

## Opposant politique durant lamonarchie de Juillet
Henri Bonnias fonde la Charbonnerie à Marseille, mouvement qui se déchire entre  Philippe Buonarroti et Giuseppe Mazzini. Deux lignes idéologiques s'affrontent, entre le jacobinisme et le babouvisme de Buonarroti, et celle de Mazzini qui interprète les enjeux de l'époque à travers une grille nationaliste. Mazzini l'emporte, et Buonarroti et ses proches, dont Bonnias, gagnent Paris.
Durant la révolution de 1830, Henri Bonnias est un des premiers signataires d'une pétition d'étudiants du Quartier latin, au sein de laquelle vient de constituer une nouvelle organisation, la société des amis du peuple.
Cette pétition, datée du 6 août 1830 et portée par quelques milliers de jeunes hommes, marchant vers l’Hôtel de Ville, proclame notamment : « La nation s’est affranchie de ses ennemis pour jouir de ses droits. Après ses généreux sacrifices et les preuves de raison qu’elle a données dans son éclatante victoire, elle ne peut reconnaître comme pouvoir constituant ni une chambre élective nommée durant l’existence et sous l’influence de la royauté qu’elle a renversée, ni une chambre aristocratique dont l’institution est en opposition directe avec les sentiments et les principes qui lui ont mis les armes à la main [...] elle appelle de ses vœux l’élection libre et populaire d’autres mandataires qui représentent réellement les besoins du peuple. Les assemblées primaires seules peuvent amener ce résultat. S’il en était autrement, la nation frapperait de nullité tout ce qui tendrait à la gêner dans l’exercice de ses droits conquis et scellés de son sang ». On parvient à les apaiser et à canaliser cette marche sans recourir à la force. Henri Bonnias devient membre du bureau de la Société des amis du peuple.
En août 1830, toujours, les Belges se soulèvent contre les Hollandais, pour acquérir leur indépendance. Les Amis du Peuple organisent un bataillon pour aller combattre aux côtés des Belges. Ce bataillon est doté d'un drapeau noir marquée d'une devise : « Vaincre ou mourir ». Henri Bonnias est le chef civil de cette troupe,. Les effectifs passent d'une centaine d'hommes au départ à environ 600 sur place, en Belgique. Plusieurs sont tués. À l'indépendance de la Belgique, Charles Teste est envoyé à Bruxelles pour rapatrier le bataillon de la société des Amis du Peuple.
Après la publication d'une pièce de théâtre consacrée à Robespierre, mêlant vie publique et vie privée dans le goût de l'époque, Henri Bonnias fait partie des accusés du procès de cette Société des amis du peuple, en décembre 1831, aux côtés, entre autres, de François-Vincent Raspail, d'Auguste Blanqui, d'Ulysse Trélat et d'Antony Thouret. Le procès fait l'objet de nombreux comptes rendus dans la presse quotidienne nationale, citant en particulier les interventions de Blanqui et de Bonnias,.  Le jugement le condamne à une amende de 500 francs et à une peine de prison de quinze mois. « Traînée devant les tribunaux, la Société des Amis du Peuple fut condamnée à l’amende et à la prison dans la personne de MM. Raspail, Bonnias, Gervais, Thouret et Blanqui, mais après des scènes d’audience où avaient éclaté le dédain des accusés pour les juges et leur ferme résolution de ne jamais fléchir » écrit le journaliste, historien et homme politique Louis Blanc de ce procès. « MM. Raspail, Trélat, Blanqui et Bonnias espéraient peut-être meilleure fortune de leur éloquence. En menaçant le président de le tutoyer, ils comptaient peut-être le convertir à la république. Malgré l’acquittement du jury et la rédaction illégale de l’arrêt qui les condamne, autant pour les doctrines qu’ils ont professées que pour les insultes adressées au tribunal, on ne peut que les plaindre, mais non pas les absoudre » commente de son côté la Revue des deux Mondes. Cette utilisation du procès comme une tribune a-t-elle été favorable aux idées républicaines ? Ce qui est sûr, c'est que l'attitude des accusés et la mise en exergue des sociétés républicaines, ont fait le succès de nombreux ouvrages de l'époque, y compris du préfet de police, Henri Gisquet, ou, plus surprenant encore, d'un de ces indicateurs de police, Lucien de La Hodde, infiltré depuis des années dans les rangs de ces sociétés.
Les années suivantes, Henri Bonnias semble se contenter de faire fonction de secrétaire de Marc-René de Voyer d'Argenson, durant six ans. Il continue également à fréquenter Philippe Buonarroti, compagnon de lutte à Marseille, Paris et en Belgique.

## Parmi les forces de gauche durant laDeuxième République
Henri Bonnias réapparaît au premier rang dès la révolution française de 1848, au sein du club de la société républicaine centrale, appelé encore Club Blanqui. Aux côtés de son compagnon de lutte, Auguste Blanqui, il se montre comme ce dernier exigeant et critique vis-à-vis du Gouvernement provisoire.
À Nîmes, à la suite de la Révolution, un commissaire extraordinaire avait été nommé par le gouvernement provisoire en lieu et place du préfet. Le 10 mai 1848, à Paris, le gouvernement provisoire est remplacé par une commission exécutive, constituée de François Arago (également président de la Commission), d'Alphonse de Lamartine, de Louis-Antoine Garnier-Pagès, d'Alexandre Auguste Ledru-Rollin et de Pierre Marie de Saint-Georges. Point important : les membres les plus à gauche du gouvernement provisoire ne sont pas représentés au sein de cette commission. Dans les heures qui suivent, l'administration préfectorale se remet en place et de nouveaux préfets sont nommés, même si la terminologie change et s'ils sont appelés commissaire de la République. À Nîmes, le 13 mai 1848, à la surprise d'une partie des mouvements politiques locaux, Ledru-Rollin fait désigner Henri Bonnias, bien qu'il soit un des principaux orateurs du club de la société républicaine centrale. Le provisoire cesse, du moins le croyait-on. Mais à Paris, les amis d'Auguste Blanqui tentent un coup de force, prenant prétexte de la nécessité, à leur sens, d'aider la Pologne face à la Russie lors de la révolution polonaise. Violant un décret qui interdit d'apporter des pétitions à la barre de l'Assemblée nationale, les délégués de clubs d'extrême-gauche, suivis d'une foule importante, se présentent le 15 mai à midi, devant les portes du Palais Bourbon. En vain Lamartine essaie-t-il d'arrêter les perturbateurs, la foule brise les portes mal défendues et fait irruption dans la salle des séances. Lamartine et Ledru-Rollin rejoignent alors l'Hôtel de ville de Paris et prennent la tête de détachements de l'armée et de la Garde nationale. Le 16 mai, Armand Barbès est arrêté, ainsi que Blanqui, peu de temps après, sur le pont Neuf. Les arrestations stoppent ce mouvement de nature insurrectionnel. Ces événements se répercutent à Nîmes et provoquent la révocation d'Henri Bonnias. Dans la presse quotidienne française, nationale ou régionale, obnubilée par les secousses politiques parisiennes, l'annonce de la révocation d’Henri Bonnias arrive quelquefois en même temps que l'annonce de sa nomination comme préfet du Gard,.
Il continue ensuite à participer à la vie politique, et est confronté à la montée des forces conservatrices et bonapartistes, puis à l'élection comme président de la République française de Louis-Napoléon Bonaparte. En novembre 1850, alors que plusieurs arrestations politiques sont opérées dans le Midi, il fait l'objet d'une perquisition relatée par la presse nationale.
Le coup d'État du 2 décembre 1851 change la donne, marque la fin de la Deuxième République et réduit encore ses espérances sur le succès des forces de gauche. Henri Bonnias meurt le 2 octobre 1852 à Paris et est enterré le 4 octobre : son décès est annoncé dans les quotidiens nationaux, notamment le journal La Presse, et le Journal des débats. Le même Journal des débats reprend cette information dans son numéro daté du 4 janvier 1853, où il rappelle les principaux décès survenus en 1852.

## Œuvres
Principales œuvres
- Le 9 Thermidor, ou la Mort de Robespierre, drame historique, ed. Moutardier, 1831
- Procès des quinze. Défense du citoyen Henri Bonnias',Cour d'assises de la Seine 12 janvier 1832, ed. A. Mie, 1832
- Discours prononcé sur la tombe de Voyer-d'Argenson, le 4 août 1842 par Henri Bonnias, son ancien secrétaire, ed. Rouanet, 1842

### Sources
Sources utilisées pour cet article, par année de parution, de 1832 à aujourd'hui.
- Rédaction JDPL, « Cour d’assises de la Seine – Affaire de la société des amis du peuple », le quotidien français : le Journal des débats politiques et littéraires,‎ 11 janvier 1832, p. 2 (lire en ligne).
- Rédaction JDPL, « Cour d’assises de la Seine – Affaire de la société des amis du peuple », le quotidien français : le Journal des débats politiques et littéraires,‎ 12 janvier 1832, p. 2 (lire en ligne).
- Rédaction de la Revue des deux Mondes, « Révolutions de la quinzaine », le mensuel français : la Revue des deux Mondes,‎ 14 janvier 1832, p. 2 (lire en ligne).
- Rédaction JDPL, « Cour d’assises de la Seine – Affaire de la société des amis du peuple », le quotidien français : le Journal des débats politiques et littéraires,‎ 15 janvier 1832, p. 2 (lire en ligne).
- Louis Blanc, Histoire de dix ans, t. 3, Éditions Pagnerre, 1843 (lire en ligne).
- Rédaction JDPL, « Paris », le quotidien français : le Journal des débats politiques et littéraires,‎ 24 mai 1848, p. 2 (lire en ligne).
- Rédaction La Liberté, « Paris (24 mai 1848) », le quotidien lyonnais : La Liberté, no 67,‎ 27 mai 1848, p. 4 (lire en ligne).
- Bouton, Profils révolutionnaires, par un crayon rouge, Éditions Beaulé et Maignand, 1849.
- Les Affiches rouges : Reproduction exacte et histoire citrique de toutes les affiches ultra-républicaines placardées sur les murs de Paris depuis le 24 Febr. 1848. Avec une préface par un girondin., Éditions Giraud, 1851.
- Rédaction JDPL, « De nouvelles arrestations politiques sont annoncées dans les journaux du midi », le quotidien français : le Journal des débats politiques et littéraires,‎ 2 novembre 1850, p. 2 (lire en ligne).
- Lucien de La Hodde, Histoire des sociétés secrètes et du parti républicain de 1830 à 1848 : Louis-Philippe et la révolution de février, portraits, scènes de conspirations, faits, 1850
- Rédaction La Presse, « Nouvelles du jour - Paris », le quotidien français La Presse,‎ 2 octobre 1852 (lire en ligne).
- Rédaction JDPL, « Paris », le quotidien français : le Journal des débats politiques et littéraires,‎ 4 octobre 1852, p. 2 (lire en ligne).
- Rédaction JDPL, « Nécrologie de 1852 », le quotidien français : le Journal des débats politiques et littéraires,‎ 4 janvier 1853 (lire en ligne).
- Philibert Audebrand, Souvenirs de la tribune des journalistes (1848-1852), Éditions Dentu, 1867, 380 p. (lire en ligne).
- Adolphe Pieyre, Histoire de la ville de Nîmes, vol. 1, Éditions Catelan, 1886, 380 p. (lire en ligne).
- Georges Weill, Histoire du parti Républicain en France de 1814 à 1870, Éditions F.Alcan, 1928, 431 p..
- Julien Kuypers, Les Égalitaires En Belgique, Buonarroti et ses Sociétés secrètes : d'après des documents inédits, 1824-1836, Librairie Encyclopédique, 1960, 152 p..
- Jean-Claude Caron, « La Société des Amis du Peuple. », Romantisme, nos 28-29,‎ 1980, p. 169-179 (lire en ligne).
- (en) William Doyle, The impact of the French Revolution on European consciousness, Sutton, 1989, 205 p..
- Christiane Lamoussière et Patrick Laharie, Le personnel de l’administration préfectorale, 1800-1880 : (répertoire nominatif par Christiane Lamoussière, revu et complété par Patrick Laharie ; répertoire territorial et introduction par Patrick Laharie), Paris, Archives nationales (France), 1998, 1159 p. (ISBN 2-86000-271-5), « Notice « Bonnias  (Henri) » », p. 126.